# Joseph Mermans
Joseph "Jef" Mermans (ur. 16 lutego 1922 w Merksem, zm. 20 stycznia 1996 w Wildert) – belgijski piłkarz, który występował na pozycji napastnika. W swojej karierze rozegrał 56 meczów w reprezentacji Belgii i strzelił w nich 27 goli.

## Kariera klubowa
Swoją karierę piłkarską Mermans rozpoczął w klubie Tubantia Borgerhout, w którym grał w latach 1937-1941. W 1942 roku przeszedł do RSC Anderlecht. W jego barwach zadebiutował w sezonie 1941/1942 w pierwszej lidze belgijskiej. Wraz z Anderlechtem siedmiokrotnie wywalczył mistrzostwo kraju w sezonach 1946/1947, 1948/1949, 1949/1950, 1950/1951, 1953/1954, 1954/1955 i 1955/1956. W swojej karierze czterokrotnie zostawał królem strzelców belgijskiej ligi: w sezonie 1943/1944 z 33 golami, w sezonie 1946/1947 z 38 golami, w sezonie 1947/1948 z 23 golami i w sezonie 1949/1950 z 37 golami. W Anderlechcie grał do końca sezonu 1956/1957. Rozegrał w nim 384 meczów i strzelił 339 goli.
W 1958 został zawodnikiem Merksem SC. Po trzech latach gry w tym klubie zakończył karierę sportową.
| Sezon   | Klub                | Kraj   | Rozgrywki     | Mecze | Bramki |
| ------- | ------------------- | ------ | ------------- | ----- | ------ |
| 1937/38 | Tubantia Borgerhout | Belgia | Tweede klasse | 18    | 8      |
| 1938/39 | Tubantia Borgerhout | Belgia | Tweede klasse | 22    | 9      |
| 1939/40 | Tubantia Borgerhout | Belgia | Tweede klasse | 17    | 14     |
| 1940/41 | Tubantia Borgerhout | Belgia | Tweede klasse | 19    | 14     |
| 1941/42 | Tubantia Borgerhout | Belgia | Tweede klasse | 17    | 20     |
| 1941/42 | RSC Anderlecht      | Belgia | Eerste klasse | 1     | 1      |
| 1942/43 | RSC Anderlecht      | Belgia | Eerste klasse | 30    | 23     |
| 1943/44 | RSC Anderlecht      | Belgia | Eerste klasse | 30    | 33     |
| 1945/46 | RSC Anderlecht      | Belgia | Eerste klasse | 27    | 32     |
| 1946/47 | RSC Anderlecht      | Belgia | Eerste klasse | 34    | 38     |
| 1947/48 | RSC Anderlecht      | Belgia | Eerste klasse | 26    | 23     |
| 1948/49 | RSC Anderlecht      | Belgia | Eerste klasse | 27    | 17     |
| 1949/50 | RSC Anderlecht      | Belgia | Eerste klasse | 28    | 37     |
| 1950/51 | RSC Anderlecht      | Belgia | Eerste klasse | 21    | 17     |
| 1951/52 | RSC Anderlecht      | Belgia | Eerste klasse | 26    | 19     |
| 1952/53 | RSC Anderlecht      | Belgia | Eerste klasse | 27    | 24     |
| 1953/54 | RSC Anderlecht      | Belgia | Eerste klasse | 30    | 21     |
| 1954/55 | RSC Anderlecht      | Belgia | Eerste klasse | 29    | 23     |
| 1955/56 | RSC Anderlecht      | Belgia | Eerste klasse | 24    | 19     |
| 1956/57 | RSC Anderlecht      | Belgia | Eerste klasse | 22    | 12     |
| 1958/59 | Merksem SC          | Belgia | Derde klasse  | 26    | 11     |
| 1959/60 | Merksem SC          | Belgia | Derde klasse  | 26    | 20     |
| 1960/61 | Merksem SC          | Belgia | Eerste klasse | 29    | 10     |

## Kariera reprezentacyjna
W reprezentacji Belgii Mermans zadebiutował 15 grudnia 1945 roku w wygranym 2:1 towarzyskim meczu z Francją, rozegranym w Brukseli. W 1954 roku został powołany do kadry Belgii na mistrzostwa świata w Szwajcarii. Na nich rozegrał dwa mecze: z Anglią (4:4) i z Włochami (1:4). Od 1945 do 1956 roku rozegrał w kadrze narodowej 56 meczów i strzelił w nich 27 goli.